# ایلهان برک

ایلهان برک (به ترکی استانبولی: İlhan Berk) (زادهٔ ۱۸ نوامبر ۱۹۱۸ در مانیسا، – درگذشتهٔ ۲۸ اوت ۲۰۰۸) شاعر و مترجم ترک بود. او یکی از شاعران اثرگذار پست مدرن ترکیه بود. ایلهان برک فارغ‌التحصیل زبان فرانسه از دانشگاه قاضی در آنکارا است. در سال‌های ۱۹۴۵–۱۹۵۵ وی به تدریس مشغول بود. پس از آن به ترجمه برای انتشارات بانک زراعت پرداخت.

## نمونه شعر
مرگ همیشه

خیلی آسان‌تر از عشق بوده‌است

حتی ” آراگون” هم می‌گفت

بدان که شبیه مرگ است دوست داشتن تو
همان کلماتی که شعله‌های آتش اند

و روزگار شاعران

که همیشه سیاه بوده‌است
و مرگ

که در خیلی از شعرها و عشق‌ها

شانه بر موهای‌مان می‌زند
عشق که گاهی

به سان شهری مرده‌است

و این رفتن رو به زوال

همواره عمیق‌تر می‌شود
تا به حال

برایت جای سؤال نبوده

چرا شاعران

به استادیِ عشق مشهورند؟

زیرا بیشتر از هر کسی

عشق را به دوش کشیده‌اند
و من که چون آبِ نگران

از بستر خویش ام

پیداست که

برای عشق و مرگ

تقلا می‌کنم

## جوایز
- جایزه شعر بنیاد شعر ترکیه ‎(TDK)[۱] ‎- خاکستر[۲] - ۱۹۷۹
- جایزه شعر بهجت نجاتیگیل[۳] - استانبول[۴] - ۱۹۸۰
- جایزه شعر یدی تپه[۵] - کهنه‌کار دریا[۶] - ۱۹۸۳
- جایزه شعر سدات سیماوی[۷] - رودخانه زیبا[۸] - ۱۹۸۸